# George W. Thompson

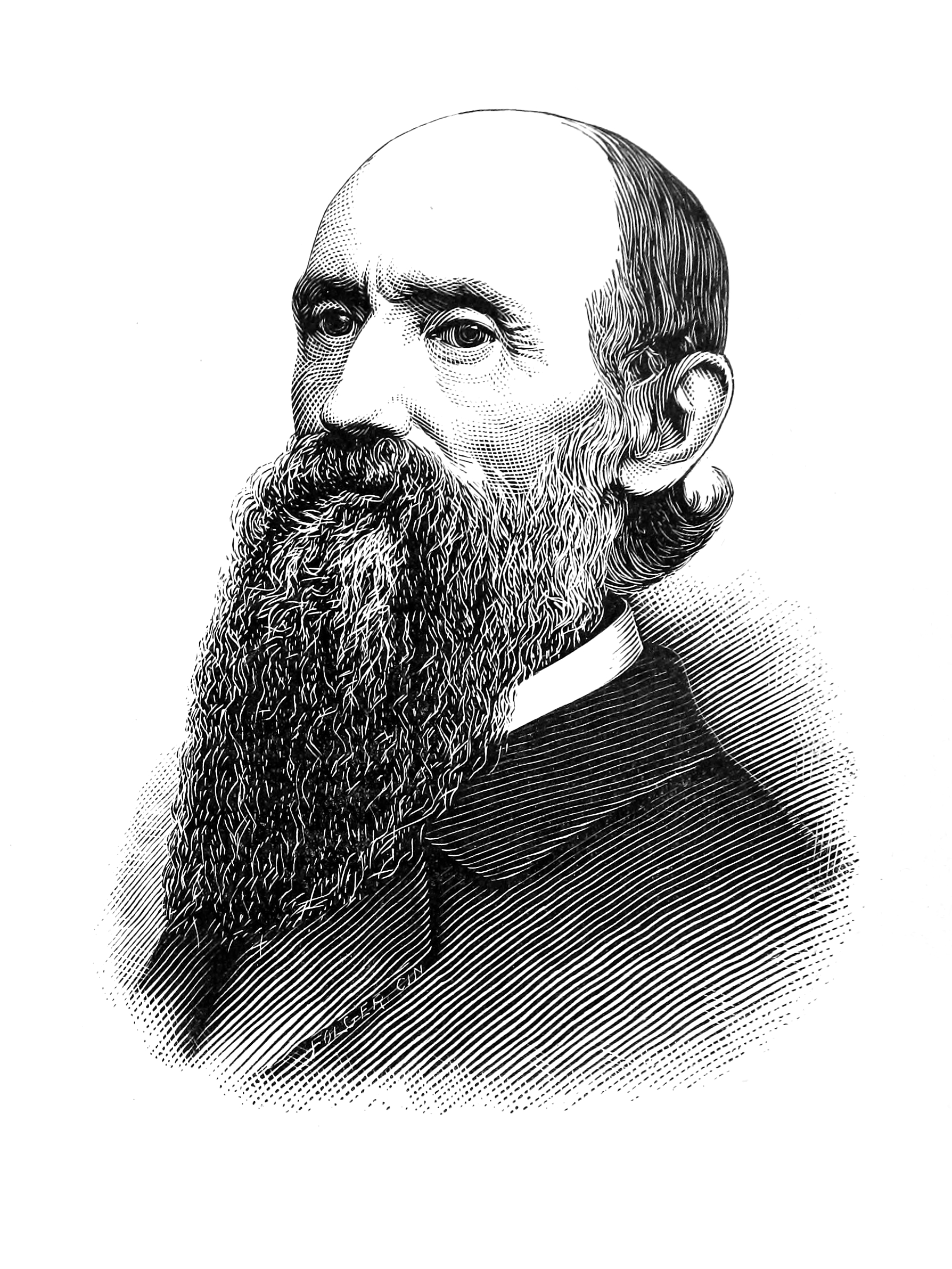
George W. Thompson

George Western Thompson (* 14. Mai 1806 in St. Clairsville, Ohio; † 24. Februar 1888 in Wheeling, West Virginia) war ein US-amerikanischer Jurist und Politiker. In den Jahren 1851 und 1852 vertrat er den Bundesstaat Virginia im US-Repräsentantenhaus.

## Werdegang
George Thompson besuchte bis 1824 das Jefferson College in Pennsylvania. Nach einem anschließenden Jurastudium in Richmond und seiner 1826 erfolgten Zulassung als Rechtsanwalt begann er in St. Clairsville in diesem Beruf zu arbeiten. Im Jahr 1837 zog er in den westlichen Teil des Staates Virginia. Im Jahr 1838 war er stellvertretender Posthalter in Wheeling. Zwischen 1848 und 1850 fungierte er als Bundesstaatsanwalt für den westlichen Distrikt von Virginia. Gleichzeitig schlug er als Mitglied der Demokratischen Partei eine politische Laufbahn ein.
Bei den Kongresswahlen des Jahres 1850 wurde Thompson im 15. Wahlbezirk von Virginia in das US-Repräsentantenhaus in Washington, D.C. gewählt, wo er am 4. März 1851 die Nachfolge von Thomas Haymond antrat. Dieses Mandat konnte er bis zu seinem Rücktritt am 30. Juli 1852 ausüben. Während dieser Zeit wurde im Kongress heftig über die Frage der Sklaverei diskutiert.
Zwischen 1852 und 1861 war George Thompson Richter in seiner Heimat. Im Jahr 1861 wurde er aus diesem Amt entlassen, weil er sich weigerte, einen Eid auf die geplante Gründung des neuen Staates West Virginia zu leisten. Thompson hielt diesen Vorgang für nicht verfassungskonform. Nach dem Ende seiner Zeit als Richter praktizierte er wieder als Anwalt. Er starb am 24. Februar 1888 in Wheeling.